# Enzo Mainardi
Enzo Mainardi (n. 30 iulie 1898, Ticengo, Lombardia, Regatul Italiei – d. 16 noiembrie 1983, Cremona, Lombardia, Italia) a fost eseist, scriitor, muzician, poet și pictor, membru important al mișcării artistice futuriste.
| “ | Vedrete la musica. Ascolterete i colori. (E.M., Il mio sogno, Preludi 1919) | ” |

| “ | Veți vedea muzica. Vei asculta culorile. (E.M., Visul meu, Preludii 1919) | ” |

Enzo Mainardi a fost tatăl Mariei Giovanna Mainardi și al lui Danilo Mainardi.

## Biografie

### Alăturarea laFuturism
S-a alăturat Mișcării Futuriste în 1914 cu ocazia unei demonstrații intervenționiste din Milano, în timpul căreia l-a întâlnit pentru prima dată pe Marinetti. Se oferă voluntar la izbucnirea Primului Război Mondial și - rănit în timpul unei operațiuni în Caposile - este ulterior externat ca invalid de război. În 1918 - 1919, la sfârșitul războiului, s-a alăturat partidului Fasci - fasciștii.

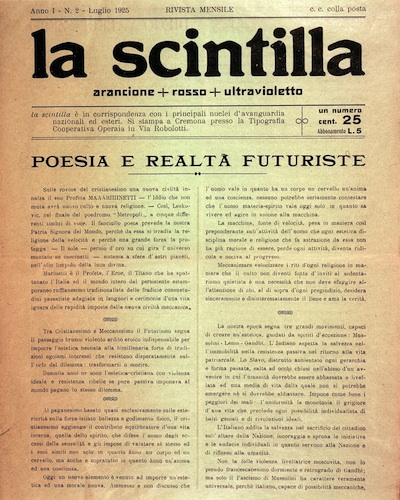
La Scintilla, rivista futurista — La Scintilla, o revistă futuristă

În anii 1919 și 1920 a urmat un curs de filozofie și litere moderne la Grenoble și, în 1919, a publicat Preludii, prima sa colecție de poezii, incluzând Visul meu care, citit de Marinetti cu ocazia seriilor futuriste din Italia si din străinatate, îi va conferi lui Mainardi o largă notorietate. În 1921 și 1922 a publicat culegerile de poezie Istantanee și, respectiv, Illusioni.
În 1923 a fost ales primar al localității Casalmorano. Ia parte la „bătălia poetică” de la Bologna (1924) cu Marinetti și muzicienii futuriști Casavola și Mix, iar, în 1925 a fondat revista lunară futuristă  La Scintilla  care - pe pagina de titlu - declara „în corespondență cu principalele grupuri de avangardă naționale și străine.”

### Conflict politic
Mainardi intră în conflict cu Farinacci, la vremea Ras din Cremona (oraș), fiind radiat din Partidul Fascist. Ca urmare, este obligat să demisionează din funcția de primar și părăsește provincia Cremona, mutându-se în alte orașe și, în cele din urmă, la Milano. Copiii, Maria Giovanna și Danilo s-au născut din căsătoria cu Maria Soldi. În cele din urmă, în 1947, s-a întors la Cremona unde s-a stabilit definitiv.

### Activitate ca pictor
Mainardi și-a început activitatea picturală foarte de tânăr (1918 - Jocheul, 1922 - Femeia ilogică, 1924 - Omul de hârtie). Producția sa este deosebit de abundentă, reluând adesea temele primelor desene și picturi, el va continua să picteze până la sfârșitul zilelor sale.
Pe 24 octombrie 2009, se sărbătorește Anul futurismului, care a fost inaugurat și numit după Enzo Mainardi, în noua sală a bibliotecii municipale a orașului natal al artistului. În aceeași dată, la Cremona se deschide principala expoziție retrospectivă despre opera lui Enzo Mainardi, pictor și poet futurist..

## Bibliografie

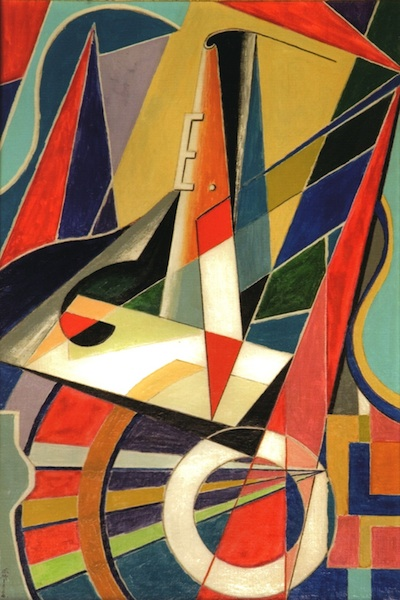
Lettera E, 1925

### Scrieri și lirică de Enzo Mainardi
- Il Sogno – Visul, lirică — Tipografia Rossi, Soresina, circa 1919
- Preludi – Preludii, poezie — Tipografia Rossi, Soresina, circa 1921
- Istantanee – Instantanee, poezie — Tipografia Apollonio, Cremona, 1922
- La Scintilla. Arancione + rosso + ultravioletto n. 1, 2, 3 – Scânteia. Portocaliu + roșu + ultraviolete n. 1, 2, 3, poezie — Tipografia Operaia, via Robolotti, Cremona, 1925
- Io e la donna esotica – Eu și femeia exotică, nuvelă futuristă — Edizione Drappoverde, Milano, 1928
- Istantanee e illusioni – Instantanee și iluzii, ediția a 3-a, Antonimi, Milano, 1938
- La conquista dello spazio. Fantasie cosmiche – Cucerirea spațiului. Fantezii cosmice, în regim propriu, 1969
- Preludio - Istantanee Illusioni. Un Capolavoro Futurista degli anni 20 – Preludiu - Iluzii instantanee. O capodoperă futuristă a anilor 1920, ediția a 4-a (cu bibliografie) — Tipografia Rossi, Soresina, 1973
- Il Sogno (1919). Lirica di E.M. poeta e pittore futurista cremonese – Visul (1919). Lirică de E.M. poet și pictor futurist cremonez (cu note biografice) — Tipografia Artigiana, Cremona, 1976
- 3 Liriche di E.M. poeta e pittore futurista cremonese – 3 [grupuri de] poeme lirice de E.M. poet și pictor futurist cremonez, ediția a 5-a (cu repertoriu critic) — Tipografia Arte Nuova, Cremona, 1981
- Poesia ritratto identikit di Boccioni – Poezia portret identik a lui Boccioni, în Il Futurismo Oggi – Futurismul azi, ianuarie – februarie 1982, Roma, anul XIV, n. 1 – 2, p. 7.

## Picturi

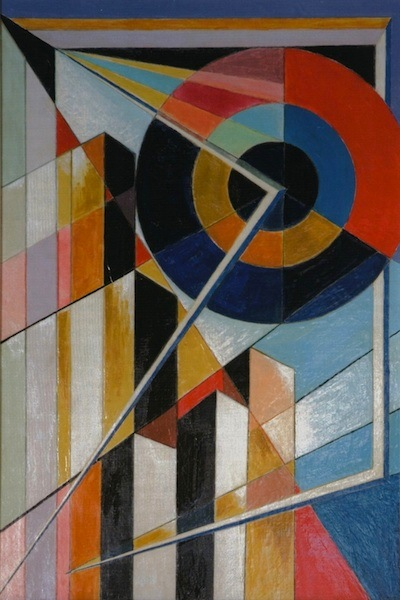
Orașul
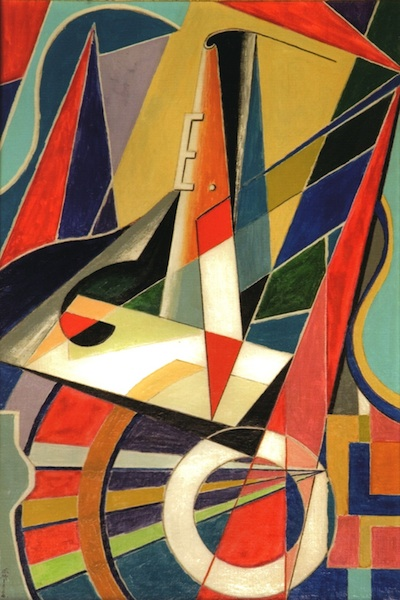
Litera E
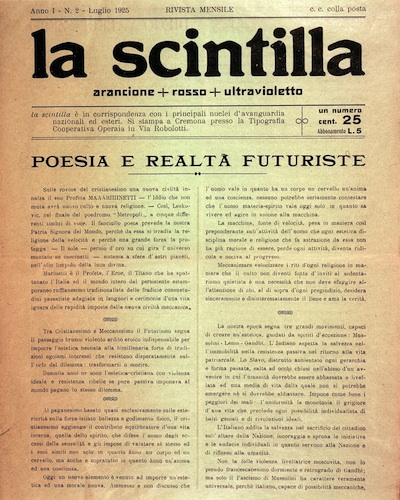
La Scintilla, revista futuristă